# Khất sĩ

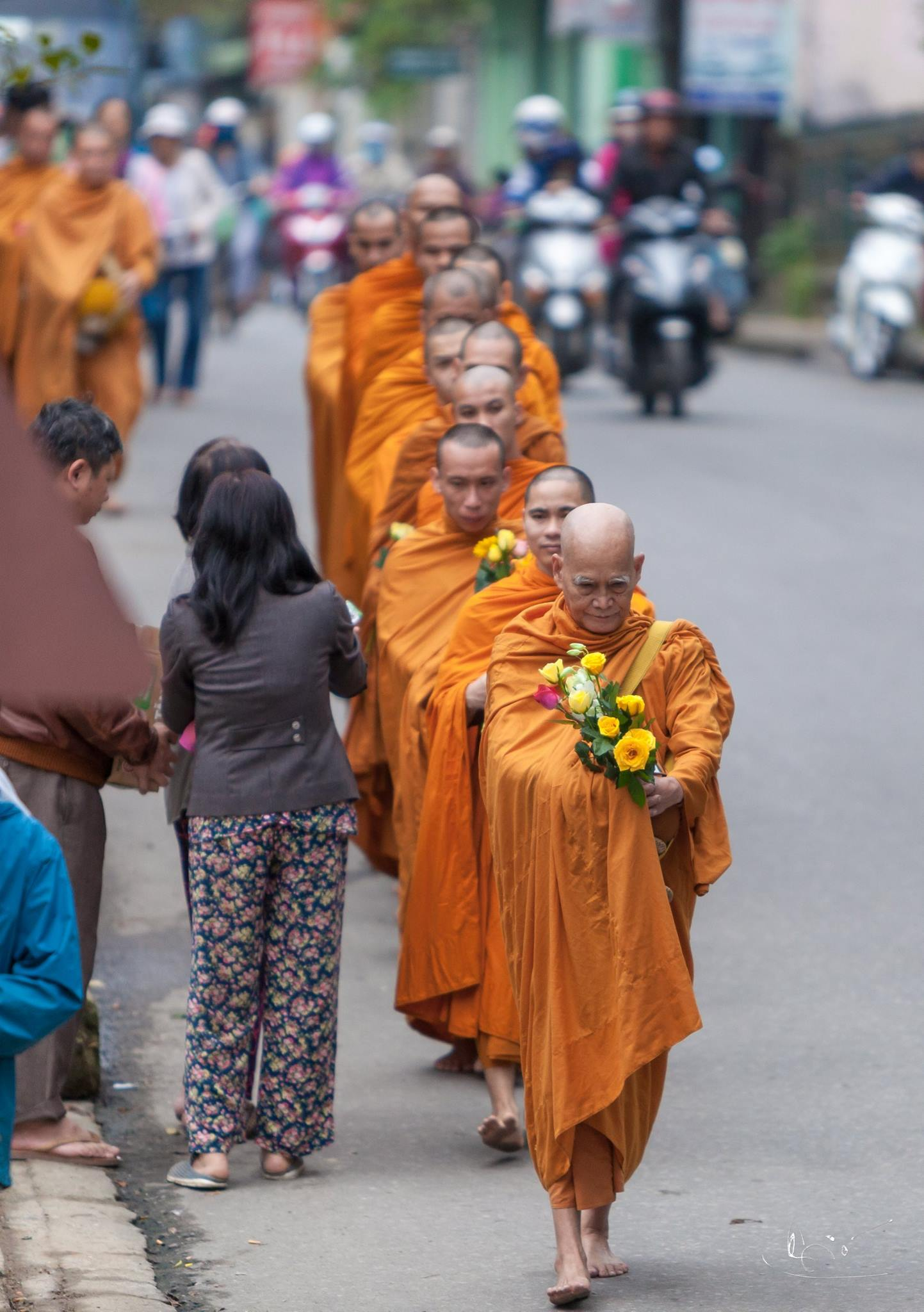
Chư tăng khất thực ở Việt Nam

Khất sĩ (Mendicant/Anagārika) là người thực hành khất thực, chủ yếu dựa vào của bố thí để sinh kế. Về nguyên tắc, các dòng tu khất sĩ sở hữu ít tài sản, dù là cá nhân hay tập thể, và trong nhiều trường hợp, các thành viên đã thực hiện lời khấn nghèo, để có thể dành toàn bộ thời gian và sức lực của họ vào việc thực hành đức tin của họ, giảng đạo và phục vụ xã hội. Khất thực là một hình thức khổ hạnh, đặc biệt là trong Kitô giáo phương Tây. Những nhà truyền giáo lưu động thuộc các dòng tu khất sĩ đã đi từ thị trấn này sang thị trấn khác để rao giảng Phúc âm, cố tình noi gương theo Chúa Giêsu và Mười hai môn đệ. 
Trong Cơ đốc giáo phương Đông, một số người khổ hạnh đã chối bỏ quy ước của xã hội để theo đuổi một cuộc sống Cơ đốc hoàn toàn hơn. Nhiều dòng tu tôn giáo tuân theo lối sống khất sĩ, bao gồm các dòng khất sĩ Công giáo, khổ hạnh Ấn Độ giáo, một số tu sĩ Sufi Dervishes của Hồi giáo, và tu sĩ dòng tu ở tu viện của Kỳ Na giáo và Phật giáo. Mặc dù khất sĩ là loại tu sĩ nguyên thủy trong Phật giáo và có lịch sử lâu đời trong Ấn Độ giáo Ấn Độ cũng như các quốc gia áp dụng các truyền thống tôn giáo Ấn Độ, nhưng họ đã không trở nên phổ biến trong Cơ đốc giáo cho đến thời Trung Cổ. 

## Phật giáo

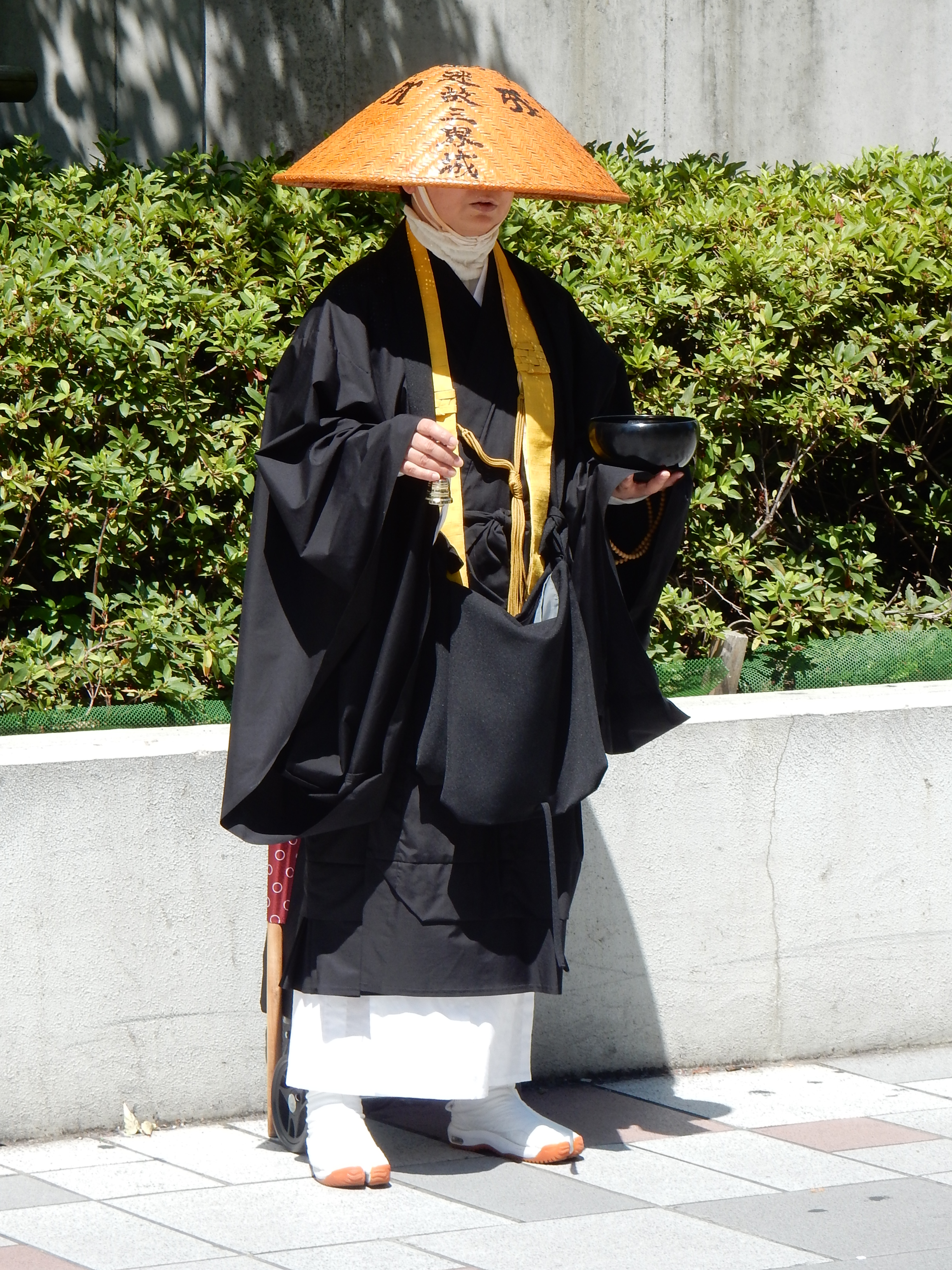
Một vị khất sĩ Nhật Bản ở Nagoya

Phật giáo là một trong một số truyền thống tôn giáo của Ấn Độ cổ đại có tập tục khất thực lâu đời. Tỳ Kheo của truyền thống Theravada ở Đông Nam Á tiếp tục thực hành khất thực (tiếng Phạn và Pali: piṇḍapāta) như đã được đặt ra từ thời Đức Phật. Thức ăn được xin bố thí, cúng dường từ tín đồ Upasaka và chia đều cho tất cả các thành viên của Tăng đoàn. Sự khác biệt lớn giữa việc khất thực của Phật giáo và Cơ đốc giáo là việc hiểu lao động chân tay như một phương tiện hỗ trợ. Trong khi nhiều cộng đồng Phật giáo thiết kế các Samu (các hình thức lao động vừa phải) dành cho các nhà sư, thì cũng có sự hiểu biết rằng một nhà sư Phật giáo phải tránh xa các công việc thế tục. Nhiều quy tắc trang nghiêm và sinh kế chấp nhận được này được lưu giữ trong văn học Vinaya của một số trường phái. Việc Tăng đoàn đắm mình vào công việc của nam nữ cư sĩ cũng được cho là dấu hiệu của tai họa sắp xảy ra.
Patimokkha (Quy tắc Phật giáo về kỷ luật tu viện) trình bày chi tiết về quy tắc ứng xử và sinh kế dành cho các tăng ni, bao gồm một số chi tiết về cách thực hành khất thực. Theo truyền thống, những người khất sĩ dựa vào những gì được gọi là "bốn vật dụng cần thiết" để sinh tồn gồm thức ăn (cho gì ăn nấy), quần áo (y bát), chỗ ở và thuốc men như đã nêu trong Luật tạng Nguyên thủy. Khất sĩ là người ăn xin nhưng không phải là kẻ xin ăn nào cũng là khất sĩ. Chuyện rằng, khi Thế Tôn trú ở Savàtthi, có vị Bà la môn Bhikkhaka đến hỏi thăm bạch Thế Tôn rằng: "Thưa Tôn giả Cồ Đàm, con là người khất thực và Tôn giả cũng là người khất thực. Vậy có sự sai khác gì giữa chúng ta?" Thế Tôn đáp: “Không phải ai ăn xin; cũng gọi là khất sĩ; nếu chấp trì độc pháp; không còn gọi Tỷ kheo; ai sống ở đời này; từ bỏ các phước báo; đoạn trừ mọi ác pháp; hành trì theo phạm hạnh; sống đời sống chánh trí; vị ấy xứng Tỷ kheo”.
Khất thực (Piṇḍapāta) đôi khi được thực hành ở Nhật Bản, chủ yếu trong phái Thiền Phật giáo. Các nhà sư đi khất thực có xu hướng đội nón tre, xà cạp trắng và dép rơm như truyền thống của các nhà sư du hành (行脚僧, angyasō/hành giả). Khi đi khất thực theo nhóm, các nhà sư sẽ xếp hàng và đi lang thang trong thị trấn và hét lên cụm từ hōu ( 法雨/"Pháp vũ") để thông báo sự hiện diện của họ. Ở Việt Nam có Hệ phái khất sĩ xuất hiện giữa năm 1944 ở Nam Bộ, lúc mới thành lập, hệ phái này chỉ truyền thừa ở miền Tây Nam Bộ, sau đó phổ độ, hoằng hoá ở Sài Gòn-Gia Định và khắp các tỉnh thuộc miền Tây và Đông Nam Bộ, rồi được truyền bá rộng rãi đến các tỉnh ở khu vực Trung Bộ (từ Huế, Quảng Trị trở vào) và nay là hiện diện trên khắp đất nước Việt Nam. Về vật dụng tuỳ thân chọn hình thức tam y nhất bát. Hình thức pháp phục và bình bát của đoàn du tăng Khất sĩ Việt Nam giống như hình ảnh tăng đoàn đi khất thực hoá duyên thời Đức Phật. Hình ảnh các vị Khất Sĩ ôm bình bát đi khất thực với dáng hạnh trang nghiêm, nhiếp tâm, nguyện cầu và hoá độ chúng sinh vào mỗi buổi sáng và mỗi ngày chỉ ăn một bữa ăn, tức thọ thực vào giờ ngọ là một đặc trưng của Phật giáo Nguyên thuỷ, giới luật của Hệ phái Khất sĩ quy định tu sĩ phải ăn chay theo giới luật Đại Thừa.

Đoàn chư tăng chùa Ba Vàng do trụ trì Thích Trúc Thái Minh dẫn đầu rầm rộ đi để thu gom phong bì theo nghi thức sớt bát trong Lễ Vu Lan

Về phuơng diện nuôi sống thân mạng, Tỷ kheo chọn pháp khất thực là một kẻ ăn mày nhưng so với kẻ ăn xin lang thang tìm miếng ăn để sống vất vưởng qua ngày thì Tỷ kheo trì bình khất thực với mục đích vì tự lợi và lợi tha. Tự lợi, tức là dùng khất thực làm phương tiện nuôi dưỡng sắc thân để tu tập và là dùng phương tiện khất thực để giáo hóa và tạo phước điền cho chúng sanh nên khất thực là một truyền thống. Chữ “Khất” là ăn xin, còn “sĩ” là nhằm nói tới những con người có phẩm hạnh cao quý. “Khất sĩ ” là người “ăn xin” cái cao quý, lòng từ bi của chúng sinh, đánh thức tình thương vốn có ở mỗi con người. Khất thực là một trong 13 pháp tu khổ hạnh đầu đà của nhà Phật, không chỉ để nuôi thân mạng, có sức khỏe tu tập, tiến tu đạo nghiệp mà còn với mong nguyện cao thượng là gieo duyên, giúp cho nhân dân, Phật tử có cơ hội được gieo trồng hạt giống thiện lành vào ngôi Tăng Bảo.
Lễ sớt bát cúng dường trai tăng nhằm tái hiện, ôn lại truyền thống tốt đẹp thời đức Phật còn tại thế, nhằm gieo trồng những hạt giống lành cho hàng phật tử tại gia. Sớt bát là một nghi lễ truyền thống của Phật giáo Nam tông Khmer, không quy theo ngày tháng nhất định, chỉ tổ chức dựa vào các ngày lễ lớn trong năm. Khi tăng đoàn đi khất thực hoá duyên thì người dân sẽ hành lễ Sớt bát cúng dường. Hành vi dâng cúng nhà tu hành bằng hoa, thức ăn, vật phẩm hay tiền, giấy tờ có giá đều là hành vi hợp pháp. Việc cúng sớt bát hay tái hiện khất thực nếu làm đúng pháp sẽ mang đến hình ảnh đẹp, nhưng nếu làm sai thì phản cảm, đem đến hình ảnh xấu dung tục, một số nơi người tổ chức cho cúng tiền ngay trong lễ sớt bát, Phật tử mỗi người một phong bì tiền thay nhau đi quanh một vòng xếp đầy từng đống phong bì trong lễ sớt bát, khi chư Tăng ra về trong túi quà chứa đầy phong bì trông rất phản cảm. Điển hình là cảnh trụ trì chùa Ba Vàng tổ chức lễ sớt bát cúng dường, trong đó có hình ảnh sư nhận tiền phản cảm ở lễ Vu Lan, các phật tử đứng, quỳ gối, chắp tay dâng hoa, tiền, bánh kẹo còn Chư tăng chùa Ba Vàng đi dọc đường trong chùa nhận phong bì, tiền, bánh, kẹo từ tay người dân.